# WPTY-TV
WATN-TV는 미국 ABC 소속의 지역방송이다. 현재 디지털 기준 25번이다. 미국 테네시주를 담당하고 있다. 1978년 설립되었다.